# نيدرلك
نيدرلك Nederlek  هي مدينة وبلدية سابقة غرب هولندا، في مقاطعة جنوب هولندا.